# Nuralagus rex
Il lagomorfo gigante di Minorca (Nuralagus rex Quintana et al., 2011) è una specie di coniglio gigante estinto vissuto sull'isola di Minorca, nelle Baleari, dal Messiniano alla metà del Pliocene, quando si estinse.

## Evoluzione

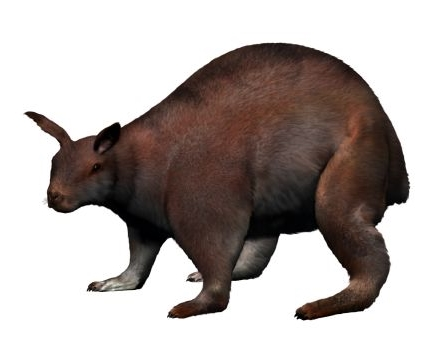
Ricostruzione del Nuralagus rex

I progenitori di taglia normale di questo animale raggiunsero l'isola ai tempi dell'era glaciale, quando l'abbassamento del livello del mare aveva reso possibile agli animali di colonizzare le varie isole del Mediterraneo; quando poi il livello del mare tornò a salire, gli animali si trovarono isolati e cominciarono ad evolversi per conto proprio nel nuovo habitat.
Su Maiorca, la nicchia dei grandi erbivori fu presa dalla capra Myotragus balearicus; su Minorca, dove quest'animale non era arrivato, tale nicchia fu occupata dai conigli, i quali, non avendo nemici in questo areale, iniziarono a crescere di dimensioni.
Quando il livello del mare tornò a scendere, si formò un istmo di terra fra le due isole, che consentì al Myotragus ed agli altri animali (come Nesiotites e Hypnomys) di raggiungere Minorca; il risultato fu l'estinzione dei lagomorfi giganti, incapaci di reggere la concorrenza alimentare.

## Descrizione
Dai fossili ritrovati si è dedotto che questi animali potessero avere un'altezza di circa mezzo metro e arrivare a pesare tra 8 kg e 12 kg; le loro zampe erano piuttosto corte rispetto al corpo, mentre la colonna vertebrale era dritta, rigida e spessa. Queste caratteristiche li rendevano probabilmente assai diversi dai loro parenti attuali, i conigli e le lepri.